# GP Oetingen 2024
De vierde editie van de wielerwedstrijd GP Oetingen vond plaats op 6 maart 2024. De wedstrijd startte en finishte in Oetingen. De wedstrijd had de UCI-categorie 1.1. De Nederlandse Lorena Wiebes won, net als in 2022.

## Uitslag
| Plaats  | Naam                      | Ploeg                 | Tijd     |
| ------- | ------------------------- | --------------------- | -------- |
| Winnaar | Lorena Wiebes             | SD Worx-Protime       | 3u03'25" |
| 2       | Thalita de Jong           | Lotto Dstny           | z.t.     |
| 3       | Josie Nelson              | dsm-firmenich PostNL  | z.t.     |
| 4       | Maria Giulia Confalonieri | Uno-X Mobility        | z.t.     |
| 5       | Marte Berg Edseth         | Uno-X Mobility        | + 5"     |
| 6       | Solbjørk Minke Anderson   | Uno-X Mobility        | + 11"    |
| 7       | Eugenia Bujak             | UAE Team ADQ          | + 12"    |
| 8       | Rosita Reijnhout          | Visma\|Lease a Bike   | + 13"    |
| 9       | Silke Smulders            | Liv Alula Jayco Cont. | + 15"    |
| 10      | Linda Riedmann            | Visma\|Lease a Bike   | + 24"    |
| 11      | Kristýna Burlová          | Lifeplus Wahoo        | z.t.     |
| 12      | Christine Majerus         | SD Worx-Protime       | z.t.     |
| 13      | Abi Smith                 | dsm-firmenich PostNL  | z.t.     |
| 14      | Anne van Rooijen          | VolkerWessels         | z.t.     |
| 15      | Chiara Consonni           | UAE Team ADQ          | z.t.     |
| 16      | Evy Kuijpers              | Fenix-Deceuninck      | z.t.     |
| 17      | Femke Gerritse            | SD Worx-Protime       | z.t.     |
| 18      | Femke de Vries            | GT Krush Rebel Lease  | z.t.     |
| 19      | Nicole Frain              | Hess                  | z.t.     |
| 20      | Shayna Powless            | DNA                   | z.t.     |
|         |                           |                       |          |
| 23      | Marieke Meert             | VolkerWessels         | z.t.     |

2021 · 
2022 · 
2023 · 
2024 · 
2025